# Aino Haverinen
Aino Maria Haverinen, född 10 maj 1875 i Sordavala, död 28 maj 1943 i Helsingfors, var en finländsk operettsångerska och skådespelare. Hon var en av Finlands mest kända och aktade skådespelare i början av 1900-talet.

## Biografi
Haverinen var dotter till byggmästaren Olli Haverinen och Karoliina Tolonen. Hon studerade först vid seminariet i Sordavala och åren 1895–1897 vid Helsingfors musikinstitut, där hon var elev till sångaren Abraham Ojanperä. Vidare bedrev hon studier i Tyskland 1907 och 1928 samt i Petrograd 1917.
Haverinen hade en lång karriär som operettsångerska. Som sådan ansågs hon unik och som en av Finlands bästa genom tiderna. 1899 flyttade hon till Viborg och arbetade vid teatern där, men föreställningarna blev få på grund av teaterns dåliga ekonomi. Dessutom drabbades Harvinainen i början av 1900-talet av besvärligheter med rösten och hon tvingades sluta sjunga och flyttade från Viborg 1912. Året därpå blev hon chef för den turnerande Finska Operetten, som Pasi Jääskeläinen grundat något år tidigare. Kort därpå grundade Jääskeläinen ytterligare en operettensemble, som också döptes till Finska Operetten. Haverinen anställdes vid den och kom att fungera som dess konstnärliga chef. 1922 grundade hon teatern i Raumo och 1924 blev hon chef för nykterhetsföreningens teater i Björneborg. Samma år grundade hon Björneborgs Teater, vid vilken hon var verksam 1925–1934.
Utöver detta var Haverinen verksam vid Landsbygdsteatern och Svenska Teatern, som då ännu hette Nya Teatern. 1934 flyttade hon till Helsingfors, där hon var lärare i recitation. Mellan 1937 och 1940 medverkade Haverinen i tretton filmer. 1937 tilldelades hon statens konstnärspension, en då ovanlig företeelse.
Haverinen var gift 1899–1908 med skådespelaren Kaarle Halonen och 1914–1930 med teaterchefen Arno Niska. Hon är begravd på Sandudds begravningsplats i Helsingfors. Hon hade två barn.

## Filmografi
- 1937 – Lapatossu
- 1937 – Kuin uni ja varjo
- 1937 – Juha
- 1938 – Vieras mies tuli taloon
- 1938 – Tulitikkuja lainaamassa
- 1938 – Syyllisiäkö?
- 1938 – Rykmentin murheenkryyni
- 1939 – Seitsemän veljestä
- 1939 – Jumalan tuomio
- 1939 – Helmikuun manifesti
- 1940 – Serenaadi sotatorvella eli sotamies Paavosen tuurihousut
- 1940 – Runon kuningas ja muuttolintu
- 1940 – Aatamin puvussa... ja vähän Eevankin